# Англо-египетски Судан
Англо-египетски Судан е историческа държава, кондоминиум на Египет и Великобритания в област Судан в периода 1899 – 1956 г. На практика британското влияние е много силно и Великобритания осъществява пълен контрол, докато египетското влияние е само номинално. Страната получава независимост като република Судан през 1956 година, но след дългогодишна гражданска война е разделена на Судан и Южен Судан през 2011 г.
До 1814 г. Египет е номинално част от Османската империя. През XIX век, започвайки с нахлуването на войските на Мохамед Али паша и края на султаната Сенар, египтяните установяват контрол над територията чак до района на Големите езера. Политиката му за присъединяване на суданската територия към Египет завършва през 1870-те години при Исмаил паша, когато цялата днешна територия на Судан се оказва под египетска власт. Египетската администрация полага усилия за модернизиране на страната, като главно в северните райони е изградена инфраструктура за напояване и отглеждане на памук. През 1881 в Судан избухва въстание на религиозна основа, насочено срещу чуждото присъствие, предвождано от Мухамад Ахмад, който се обявява за Махди. По същото време в Египет бушува въстанието на националистите под водачеството на Ахмед Араби паша, потушено с помощта на английски военни части и Египет става де факто британски протекторат. Британски и египетски войски постепенно си възвръщат Судан (1896 – 1899) и през 1899 официално се съгласяват на съвместен протекторат над Судан.
Между 1914 и 1922 и двете страни са официално част от Британската империя. Судан се управлява от генерал-губернатор, назначен от Египет с британско съгласие, като Великобритания систематично се противопоставя на обединението на Судан и Египет. След като Египет обявява едностранно независимост през 1922 г., британската администрация увеличава контрола си в Судан, измествайки напълно Египет към 1924 г. и управлява страната като две на практика отделни области – северна мюсюлманска и южна християнска. Растящото египетско недоволство от това положение е една от причините за Юлската революция от 1952 и свалянето на египетската монархия. През 1954 г. правителствата на Великобритания и Египет се споразумяват за създаването на независим Судан от 1 януари 1956 г.